# 美松
株式会社美松（みまつ）は、新潟県長岡市に本社を置く洋菓子チェーン店で、長岡市を中心に展開するガトウ専科などを運営している。

## 概要
新潟県内で「ガトウ専科」・「美松」のブランドで洋菓子店を展開している。
米どころ新潟に所在するため、週替わりで味が変わる米粉を使用した「新潟米シュー」（にいがたまいしゅー）や、特産の西洋梨を使用した「ルレクチェロール」なども販売している。
創業月である2月には「美松大手通店」にて、サンキューまつりと称して、シュークリーム1個39円(税別)のセールを行う。大手通の行列は長岡市の2月の風物詩にもなっており、近年は地元テレビ局などが取材に訪れている
。

## 店舗
- ガトウ専科本店（本社） - 新潟県長岡市大手通2-4-1[2]
  - 礎店 - 新潟市中央区新島町通1ノ町1977-2
  - 上所店 - 新潟市中央区上所上2-2-19
  - 新潟駅万代口店 - 新潟市中央区花園1-1-1-1F
  - イオン新潟南店 - 新潟市江南区下早通柳田1-1-1-1F
  - 燕三条店 - 三条市須頃2-117
  - 美松工房店 - 見附市新幸町7-7
  - リバーサイド千秋店 - 長岡市千秋2-278-1F フードコート
  - リヴィエール ヴィヴァン店 - 長岡市古正寺3-15-8
  - CoCoLo長岡店 - 長岡市城内町2-166-1-1F 食品館（開店：2018年4月20日）
  - 小千谷店 - 小千谷市城内2-10-2
- MIMATSU CAFE
  - ラブラ万代店 - 新潟市中央区万代1-5-11-2F
  - 大手店 - 長岡市大手通1-4-12-1F
- えちごさん
  - 本店 - 長岡市大手通1-3-16

## 閉店した店舗
- ガトウ専科・長岡城内町店 -  新潟県長岡市城内町3-3-2
- ガトウ専科・イトーヨーカドー丸大長岡店 - 長岡市城内町2-3-12-1F

## 参考資料
1. ↑  新潟県農林水産業　米粉100％生地のシュークリーム
2. ↑  “店舗一覧 | ガトウ専科”. gateausenka.jp. 2018年4月23日閲覧。